# Cricotopus cingulatus
Cricotopus cingulatus är en tvåvingeart som först beskrevs av Frederick Wollaston Hutton 1902.  Cricotopus cingulatus ingår i släktet Cricotopus och familjen fjädermyggor. Inga underarter finns listade i Catalogue of Life.